# István Bárány
István Bárány (20. prosince 1907 Eger, Rakousko-Uhersko – 21. února 1995 Budapešť, Maďarsko) byl maďarský plavec a několikanásobný mistr Evropy v plavání. Účastnil se tří letních olympijských her. Závodil za kluby Magyar Véderő Egylet a Egri Sportegyesület.

## Kariéra
Na letních olympijských hrách v Paříži v roce 1924 skončil na 12. místě v disciplíně 100 m na volný způsob. O čtyři roky později získal stříbro ve stejné disciplíně a 4. místo štafetě na 4 × 200 metrů volným způsobem. Na olympiádě v roce 1932 získal bronzovou medaili za účast ve štafetě na 4 × 200 metrů volným způsobem a 4. místo ve svém semifinále v plavání 100 metrů volným stylem.
V roce 1978 byl uveden do Mezinárodní plavecké síně slávy.